# Jan Schiller (politik)
Jan Schiller (* 6. dubna 1972 Most) je český politik a podnikatel, od roku 2024 senátor za obvod č. 32 – Teplice, v letech 2017 až 2020 poslanec Poslanecké sněmovny PČR, v letech 2020 až 2024 hejtman Ústeckého kraje, od roku 2014 zastupitel města Most (v letech 2014 až 2015 také radní města), člen hnutí ANO.

## Život
Absolvoval Fakultu životního prostředí Univerzity Jana Evangelisty Purkyně (FŽP UJEP), obor Ochrana přírody, Ostravskou univerzitu v Ostravě, obor Environmentální inženýrství, se kterým také spojil svůj profesní život. Působil jako zástupce provozního náměstka, vedoucí staveb a podnikatel, resp. provozní ředitel.

## Politické působení
Je členem hnutí ANO, je místopředsedou Krajské organizace ANO Ústeckého kraje. Za ANO byl v komunálních volbách v roce 2014 zvolen zastupitelem města Most. Působil jako člen Komise hospodaření s městským majetkem a Energetické komise. V prosinci 2014 se stal radním města. Po rozpadu městské koalice však na tuto funkci v září 2015 rezignoval. Ve volbách v roce 2018 post zastupitele města Most obhájil. V komunálních volbách v roce 2022 kandidoval do zastupitelstva Mostu ze 4. místa kandidátky hnutí ANO 2011. Mandát zastupitele se mu podařilo obhájit.
Ve volbách do Poslanecké sněmovny PČR v roce 2017 byl za hnutí ANO zvolen poslancem v Ústeckém kraji. Byl členem Výboru pro veřejnou správu a regionální rozvoj, Výboru pro životní prostředí, členem Stálé komise pro kontrolu činnosti GIBS. Působil také v Podvýborech pro bytovou politiku, pro technickou ochranu přírody, vědu výzkum a inovace a ekonomiku ve zdravotnictví.
V krajských volbách v roce 2020 byl lídrem kandidátky ANO v Ústeckém kraji, podařilo se mu získat post krajského zastupitele. Dne 16. listopadu 2020 byl zvolen hejtmanem Ústeckého kraje, ve funkci tak nahradil Oldřicha Bubeníčka z KSČM. Koalici vytvořily první hnutí ANO 2011, druhá ODS (společně s KDU-ČSL) a sedmé uskupení „Spojenci pro kraj“ (tj. hnutí JsmePRO!, Zelení, TOP 09, SNK ED a LES). Ke konci roku 2020 pak rezignoval na poslanecký mandát, ve funkci jej nahradila Jaroslava Puntová. Jak sám říká: „pokud má člověk pracovat naplno, má sedět pouze na jedné židli“. V krajských volbách v roce 2024 již do Zastupitelstva Ústeckého kraje nekandidoval. Ve funkci hejtmana jej měl 4. listopadu 2024 nahradit stranický kolega Richard Brabec, ustavující zasedání nicméně nebylo možno uskutečnit, neboť Krajský soud v Ústí nad Labem nestihl ve stanoveném termínu projednat všechny stížnosti na průběh voleb. Nakonec jej Brabec ve funkci nahradil 15. listopadu 2024.
Jako hejtman Ústeckého kraje se zajímal o způsob a vliv těžby lithia v Dubí. Ustanovil pracovní skupinu, která prosadila změnu umístění zpracovatelského závodu z Újezdečku do Prunéřova. Další jednání byla vedena v duchu ochrany životního prostředí Teplicka.
V červnu 2024 přišel na půl roku o řidičské oprávnění, jelikož mu Policie ČR v obci Podsedice na Litoměřicku naměřila rychlost 108 kilometrů za hodinu. Kromě toho dostal pokutu 7 000 korun a bylo mu připsáno pět trestných bodů.
Ve volbách do Senátu PČR v roce 2024 kandidoval za hnutí ANO v obvodu č. 32 – Teplice. V prvním kole vyhrál, když získal 41,32 % hlasů. Ve druhém kole se utkal s členem ODS Hynkem Hanzou, kterého porazil poměrem hlasů 57,20 % : 42,79 %, a stal se tak senátorem.
V Senátu PČR je členem Senátorského klubu ANO 2011, předsedou Výboru pro záležitosti Evropské unie, členem Podvýboru pro regiony v transformaci Výboru pro územní rozvoj, veřejnou správu a životní prostředí a člen Stálé komise Senátu pro rozvoj venkova.